# Enrique Campos
Enrique Campos, egentligen Enrique Inocencio Troncone, även känd som Eduardo Ruiz (född 10 mars 1913, död 13 mars 1970) var en berömd tangosångare. Född i Uruguay gjorde han sin debut den 6 januari 1936 på biografen Helvética till ackompanjemang av gitarristerna Alfredo Solís och Carlos Méndez.
Campos, som gick under namnet Eduardo Ruiz fram till 1943, efterträdde så småningom Alberto Castillo i Ricardo Tanturis orquesta típica Los Indios. Det var Tanturi som föreslog ett byte av artistnamn eftersom det också fanns ett par andra Ruiz i musikbranschen. Tanturi öppnade en telefonkatalog på måfå och fann så namnet Campos.
Enrique Campos gifte sig i mars 1946. Månaden efter gjorde han sitt sista framträdande med Tanturi. 1952 började han arbeta med Roberto Calós orkester, med medmusikanter som pianisten Osvaldo Tarantino, violininsten Leo Lípesker och bandoneonisten Ernesto Franco.
Han komponerade en del, exempelvis tangorna Esclavas y reinas och Dale Artime och candomben "Dale negra" med Jorge Moreyra och valsen "Por qué no estás tú" med Julio Jorge Nelson.

## Fotnoter
1. 1 2  todotango.com, todotango.com person-ID: 149, läst: 9 oktober 2017.[källa från Wikidata]
2. 1 2 3  Uruguays nationalbiblioteks auktoritetsdata, Uruguays nationalbiblioteks auktoritets-ID: 000051397, läst: 20 april 2024.[källa från Wikidata]